# Теньлаг

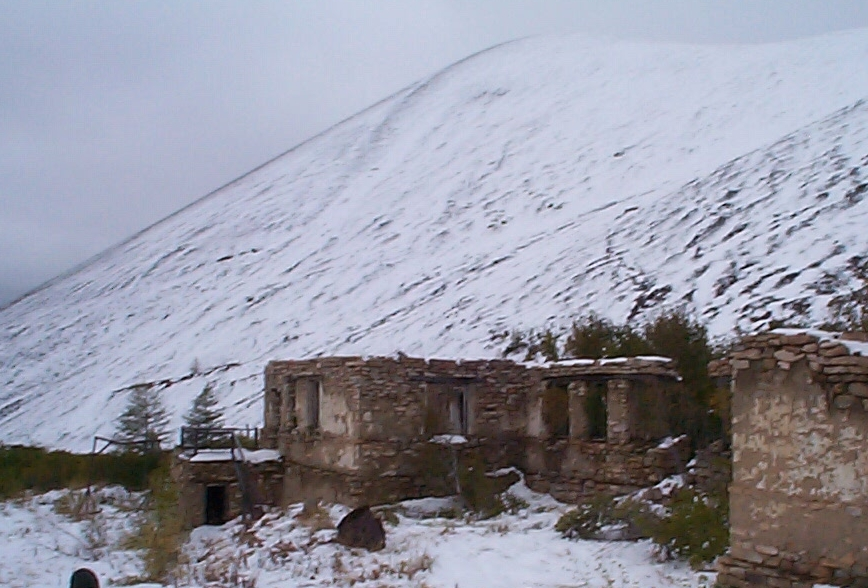
Остатки оловянного рудника в исправительно-трудовом лагере Бутугычаг

Теньла́г (Теньки́нский исправи́тельно-трудовой ла́герь) — лагерное подразделение, действовавшее в структуре Дальстрой.

## История
Теньлаг был организован 20 сентября 1949 года как  лагерное подразделение при Тенькинском ГПУ. Впервые как Тенькинский ИТЛ упоминается в документах от  22 мая 1951 года. Управление Теньлага размещалось в посёлке Усть-Омчуг (Магаданская область). В оперативном командовании оно подчинялось первоначально Главному управлению исправительно-трудовых лагерей Дальстрой, а позднее — Управлению северо-восточных исправительно-трудовых лагерей Министерства юстиции СССР (УСВИТЛ МЮ) (позднее УСВИТЛ передан в систему Министерства внутренних дел).
Единовременное количество заключенных могло достигать 18 000 человек.
Теньлаг закрыт 29 июня 1956 года.

## Производство
Основным видом производственной деятельности заключенных были горные работы и работы на обогатительных фабриках, а также геологоразведочные и геологосъёмочные работы. Они включали работу на приисках имени Гастелло, имени Ворошилова и «Гвардеец». Проводились геологосъемочные и геологоразведочные работы, включая подземную разведку, на Арманском, Бутугычагском, Хениканджинском (олово, женский лагерь), Кандычанском, Урчанском и Порожистом месторождениях. Велась  геологоразведка на Маралинском и Инском месторождениях. В планы работ входила золотодобыча на прииске «Лесной» и прииске «Золотой». Велась работа на горнообогатительной фабрике «Урчан» и одноименном руднике. Проводилась добыча полезных ископаемых на прииске «Дусканья»,  прииске «Пионер», им. Буденного (золото), «Ветренный» (золото), «Бодрый» (золото), им. Тимошенко (золото), руднике «Хениканджа». Велась лесоразработка. Проводилось обслуживание электро-станции и автотранспорта, велись строительные и ремонтно-механические работы.

## Начальники
- инж.-полк. Волков ?. ?., не позднее 01.11.1950 — не ранее 17.03.1951[1]
- горный директор 1-го ранга Васюнин ?. ?., не позднее 24.11.1952 — не ранее 05.01.1953[1]
- п/п Нечаев ?. ?. (упом. 01.03.1952)[1]
- майор Четвериков ?. ?. (с 25.07.52, упом. 01.08.1953)[1]